# بورويل بويكن لويس
بورويل بويكن لويس هو محامي وسياسي أمريكي، ولد في 7 يوليو 1838 في مونتغومري في الولايات المتحدة، وتوفي في 11 أكتوبر 1885 في توسكالوسا في الولايات المتحدة. نشط حزبياً في الحزب الديمقراطي. وقد انتخب عضو مجلس النواب الأمريكي ‏.